# Bernardino Lanino
Bernardino Lanino (* 1509–1513 in Mortara; † zwischen 26. November 1582 und 25. April 1583 in Vercelli) war ein italienischer Maler.

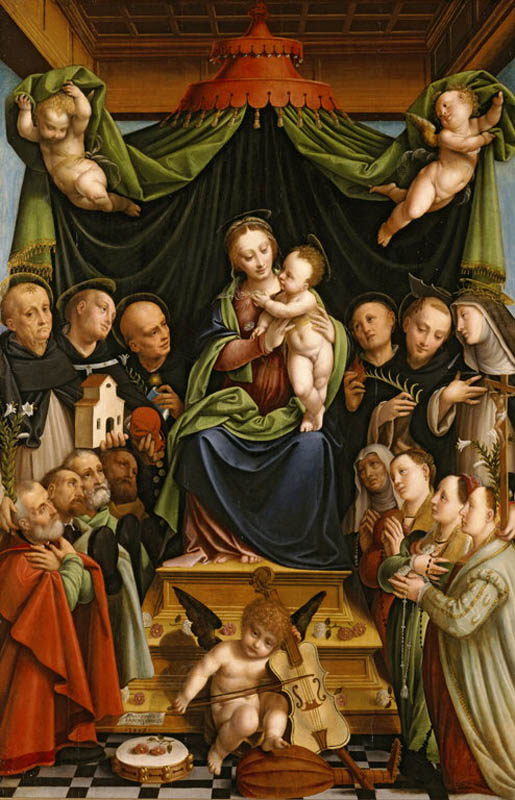
Bernardino Lanino, Madonna mit Kind, Heiligen und Auftraggebers

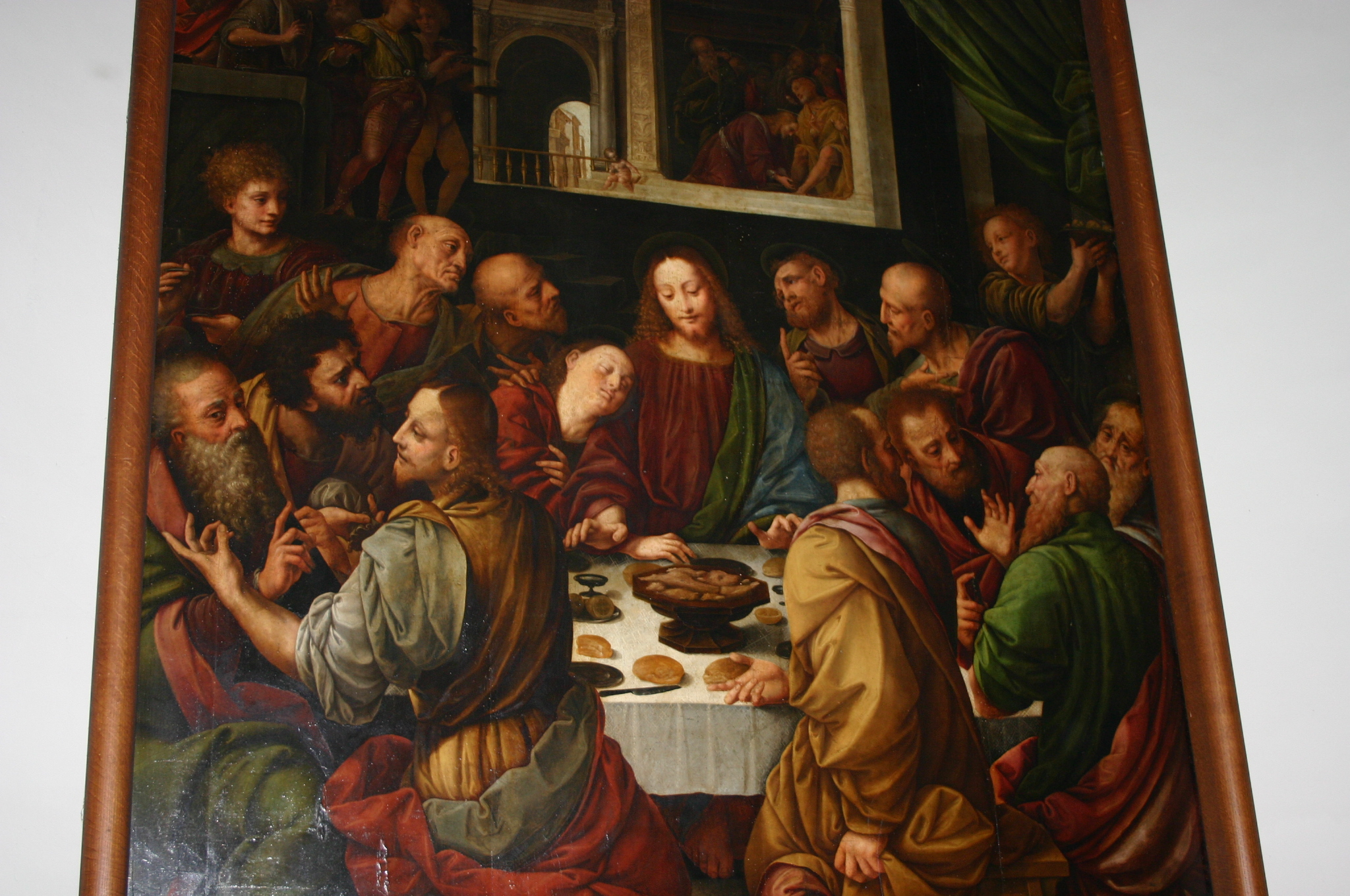
Abendmahl Jesu, San Nazaro in Brolo, Mailand

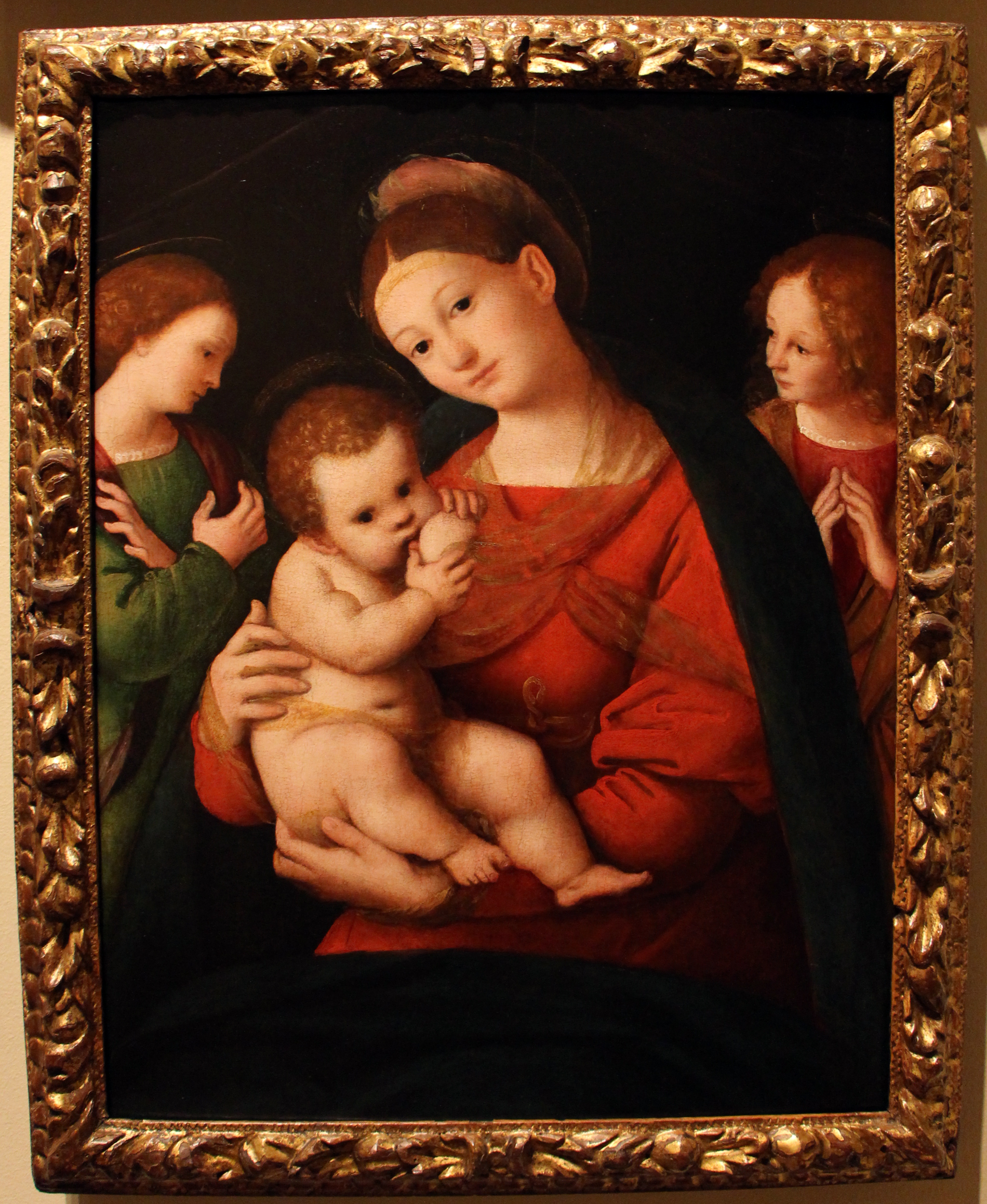
Milchmadonna mit zwei Engel, Piemont

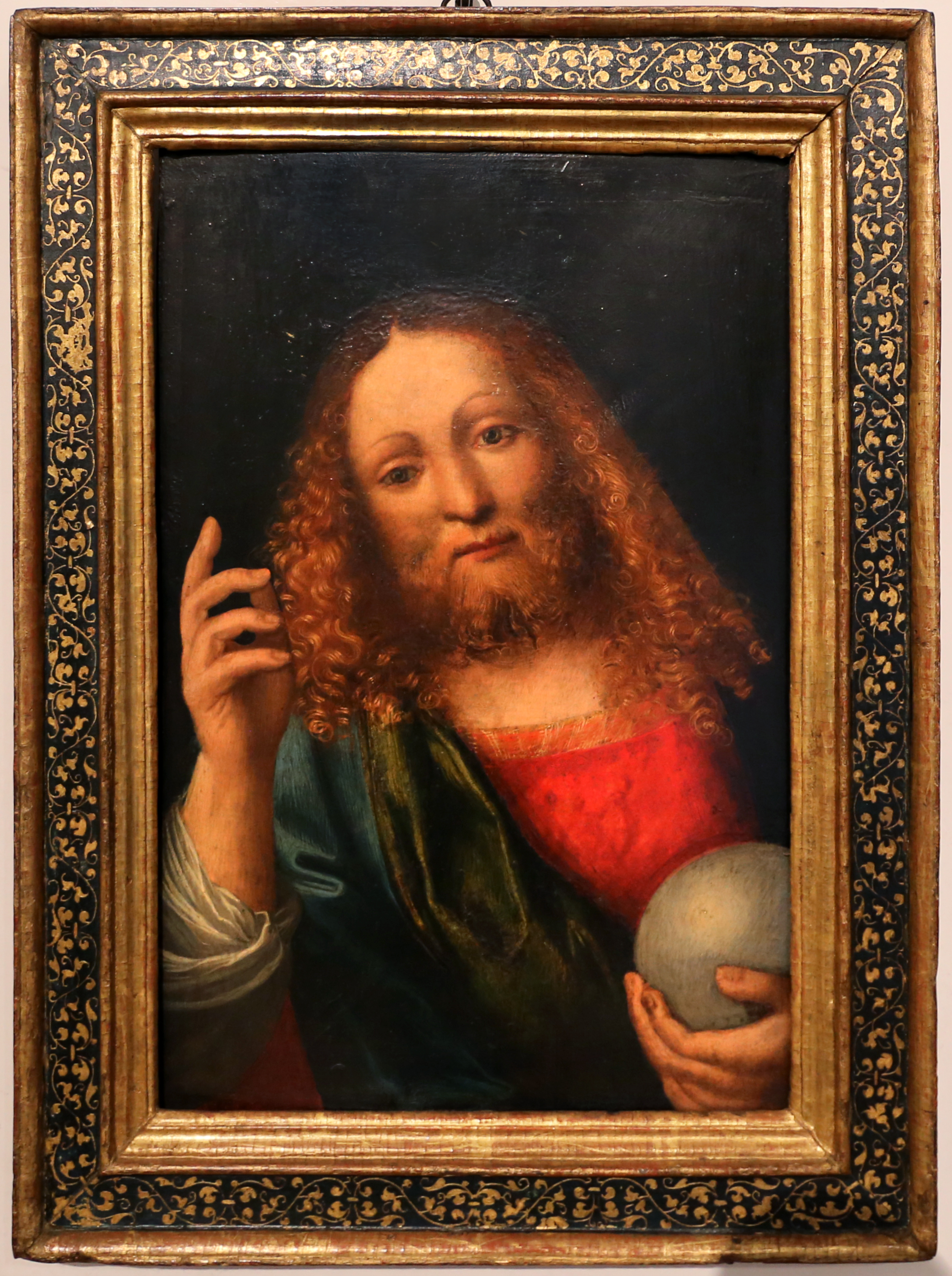
Salvator Mundi, Museo Diocesano, Mailand

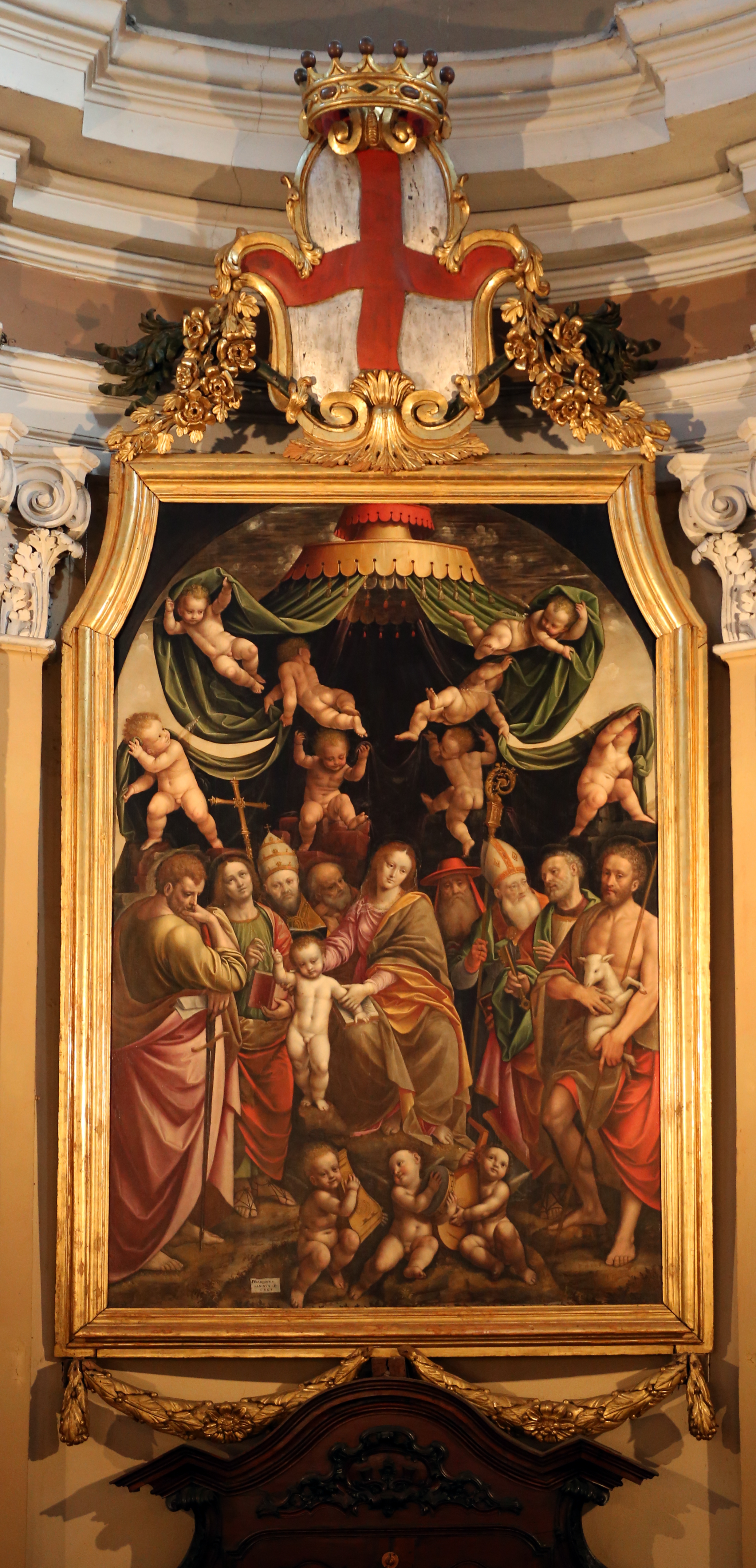
Unsere Liebe Frau der Gnade, Kirche San Paolo, Vercelli

## Leben
Bernardino Lanino war ein Sohn des Webers Enriotto „de Lanino“ aus Vercelli und dessen Ehefrau Marchetta, dann war er ein Schüler von Gerolamo Giovenone. In seiner künstlerischen Entwicklung lassen sich drei Perioden unterscheiden:
- Die erste, die seiner Jugend, ist stark von der Kunst von Gaudenzio Ferrari beeinflusst (Madonna mit Kind, Turin, Galleria Sabauda).
- In der zweiten Periode, die mit seinen Aufenthalten in Mailand zusammenfällt, wird Lanino von Leonardo beeinflusst (Heilige Anna mit Jungfrau und Kind, Mailand, Galerie Brera).
- In der dritten Periode vereinen sich die vorangegangenen Einflüsse und prägen bei Lanino einen originellen und autonomen Stil, in dem sich die Tradition der Hochrenaissance und der aufkommende Barock zu einem manieristischen Dekorativismus verbinden (Madonna der Gnade, Vercelli, Kirche San Paolo).

Seine Anfänge liegen in Vercelli (Abendmahl Jesu und San Rocco, Museo Borgogna) und sein Meister war der unbekannte Baldassarre Chodeghis aus Abbiategrasso. In den Jahren um 1530 schloss sich Lanino der Werkstatt von Gaudenzio Ferrari an; nachdem dieser jedoch nach Mailand umgezogen war (um 1540), wurde Lanino der wichtigste Künstler in Vercelli.
Die wichtigsten Werke aus dieser Zeit sind die Mariä Aufnahme in den Himmel und die Klage über den toten Christus, die beide für die Familie Ferrero (Biella, Kirche San Sebastiano) gemalt wurden, die Fresken der antiken Kapellen Pfingsten und Geißelung am Sacro Monte di Varallo, deren erhaltene Fragmente sich heute in der Pinacoteca Civica in Varallo befinden, und die Madonna mit Heiligen in der Nationalgalerie (1543; aus San Francesco in Vercelli). Im selben Jahr, in dem die Gemälde aus Biella entstanden, heiratete Lanino Dorotea, die Tochter von Girolamo Giovenone.
Nach dem Tod von Gaudenzio Ferrari (1543) erbte Lanino dessen Aufträge und seine Rolle in der Mailänder Kunstszene: Die Fresken im Oratorium Santa Caterina in der Basilika San Nazaro in Brolo (1548–1549; in Zusammenarbeit mit Giovan Battista della Cerva), die Fresken in der Kapelle San Giorgio in der Basilika Sant’Ambrogio und das Altarbild mit der Taufe Christi, das sich früher in San Giovanni in Conca und heute in der Taufkapelle von Busto Arsizio (1554) befindet, können in diese Jahre datiert werden. Die Fresken in der Basilika San Magno in Legnano hingegen können auf den Beginn des folgenden Jahrzehnts (1562) datiert werden. In dieser Zeit nahm Lanino neben einer starken Prägung durch die Kunst von Gaudenzio Ferrari auch zahlreiche Stilelemente von Leonardo und den Mailänder Leonardeschi auf.
Die letzten wichtigen piemontesischen Aufträge waren die Fresken für die Kathedrale von Novara (1553) und der Zyklus der Santa Caterina in Vercelli (heute im Museum Borgogna; Ende der 1550er Jahre), Christus an der Säule für Trino Vercellese (1577?) und die Madonna del Rosario für die Kirche San Lorenzo in Mortara (1578).
Lanino starb in Vercelli zwischen dem 26. November 1582 und dem 25. April 1583.

## Werke
- Abendmahl Jesu und der Heilige Rochus, Museo Francesco Borgogna, Vercelli.
- Himmelfahrt und Klage über den toten Christus, San Sebastiano, Biella.
- Fresken in der Pfingst- und der Geißelkapelle, Sacro Monte di Varallo, Varallo Sesia.
- Madonna und Heilige (1543), National Gallery, aus San Francesco, Vercelli.
- Madonna mit Kind, Galerie Sabauda, Turin.
- Heilige Anna mit der Jungfrau Maria und dem Kind, Pinacoteca di Brera, Mailand.
- Unsere Liebe Frau von der Gnade, San Paolo, Vercelli.
- Fresken des Oratoriums der Heiligen Katharina (1548–1549), in Zusammenarbeit mit Giovanni Battista della Cerva, Basilika San Nazaro in Brolo, Mailand.
- Fresken in der Kapelle San Giorgio, Basilika Sant’Ambrogio, Mailand.
- Der Heilige Georg und die Prinzessin, Basilika Sant’Ambrogio, Mailand.
- Abendmahl Jesu, San Nazaro in Brolo, Mailand.
- Altarbild der Taufe Christi (1554), ursprünglich in San Giovanni a Conca, heute im Baptisterium von Busto Arsizio.
- Fresken in der Basilika San Magno (1562), Legnano.
- Fresken in der Kathedrale von Novara (1553), Novara.
- Zyklus der heiligen Katharina (späte 1550er Jahre), Vercelli (heute im Museo Borgogna).
- Christus an der Säule (1577, ?), Trino Vercellese.
- Madonna del Rosario (1578), Kirche San Lorenzo, Mortara.
- Madonna mit Kind, Heiligen und Engeln, Museo Borgogna, Vercelli.
- Anbetung der Heiligen Drei Könige, Basilika San Magno, Legnano.
- Mariä Himmelfahrt, Kirche San Sebastiano, Biella.
- Madonna mit Hund, Museo Borgogna, Vercelli.
- Heilige Familie, National Gallery, London.
- Venus und Mars, Petit Palais, Paris.
- Madonna der Barmherzigkeit, New York City.
- Die Sybillen und Gott der Schöpfer, Kathedrale von Novara.